# زوران بوبوفيتش
زوران بوبوفيتش (بالسيريلية الصربية: Зоран Поповић) هو لاعب كرة قدم صربي في مركز حراسة المرمى، ولد في 28 مايو 1988 في باكراتش في كرواتيا. لعب مع نابريداك كروشيفاتس ونادي تشوكاريتشكي ونادي فويفودينا.

## وصلات خارجية
- زوران بوبوفيتش على موقع الاتحاد الأوربي (الإنجليزية)
- زوران بوبوفيتش على موقع قاعدة بيانات كرة القدم.إي يو (الإنجليزية)
- زوران بوبوفيتش على موقع بيانات كرة القدم. دي إي (الألمانية)
- زوران بوبوفيتش على موقع Soccerbase.com (لاعب) (الإنجليزية)
- زوران بوبوفيتش على موقع Soccerway.com (الإنجليزية)
- زوران بوبوفيتش على موقع عالم كرة القدم.نت (الإنجليزية)